# Kant (Kirghizistan)
Kant (in kirghiso Кант?) è una città del Kirghizistan settentrionale, situata nella valle di Čuj a circa 20 km a est di Biškek. È il capoluogo del distretto di Ysyk-Ata. La sua popolazione era di 22 617 abitanti nel 2021.

## Storia
Fondata nel 1928, la città prende il nome dalla parola chirghisa kant, che significa "zucchero", a causa del fatto che negli anni '30 vi fu costruito uno zuccherificio. Secondo una teoria non accreditata, la città sarebbe intitolata al filosofo tedesco Immanuel Kant.
Durante il periodo sovietico, Kant e l'area circostante ospitarono molti tedeschi che erano stati trasferiti con la forza in Asia centrale nel 1941 dalla regione del Volga in seguito all'abolizione della Repubblica Socialista Sovietica Autonoma Tedesca del Volga. La maggior parte di loro fece ritorno in Germania negli anni '90 e dopo la dissoluzione dell'Unione Sovietica quando le fabbriche in cui avevano lavorato furono chiuse. Diversi altri insediamenti vicini, come Luxemburg e Bergtal, portano ancora i loro nomi tedeschi, ma conservano solo piccoli resti dei loro fondatori tedeschi del Volga e mennoniti russi.

## Società

### Istituzioni, enti e associazioni
Vicino alla città si trova la base aerea di Kant, di proprietà dell'aeronautica militare russa. Nel febbraio 2012, il presidente chirghiso Almazbek Atambaev ha annunciato la chiusura della struttura militare di Kant, dichiarando che né la Russia e il Kirghizistan ne avevano bisogno. Nel maggio dello stesso anno, il generale dell'aeronautica militare russa Alexander Zelin, ha dichiarato che i russi non erano disposti a lasciare la città di Kant, aggiungendo inoltre che le strutture organizzate e il personale di servizio sarebbero rimasti lì. Poco dopo nel mese di agosto, la Russia ha ottenuto un permesso dal Kirghizistan per mantenere le strutture militari russe per altri 15 anni, in seguito alla scadenza del contratto nel 2017.

## Economia
Kant è un centro industriale e di servizi. Di particolare importanza il birrificio Abdysh Ata, i cui prodotti sono esportati in tutto il paese.